# 笑福亭福松
笑福亭 福松（しょうふくてい ふくまつ）は、上方落語の名跡。3代目の死後は空き名跡となっている。

五枚笹は、笑福亭一門の定紋である。

## 初代
初代 笑福亭 福松（安政5年（1858年） - 明治37年（1904年）10月14日）は、上方落語の落語家。本名: 国島 福松。出囃子は『新かじや』。
現在の大阪府大阪市北区西天満に生まれる。生家は銅細工師で母は産婆をしていたという。
芸事に幼少期（3、4歳）から接したことで軽業師や俳優に弟子入りしたものの合わず、7歳の時、初代桂文枝門下の桂梅丸に入門した。
翌年、2代目笑福亭松鶴（後の2代目笑福亭圓笑）門下に移り、福松（本名にちなみ）を名乗る。「落語会の麒麟児」と異名を取った。
1893年10月、2代目月亭文都、3代目笑福亭松鶴、2代目桂文團治らとともに三友派を結成し、死去まで派の主力として活躍した。当時の雑誌『大福帳』49号に「（三友派の中で）一番人気があり、又高座も華やかで面白かったのは福松一人きり」と評されるような高い人気と実力を兼ね備えていた。
1903年に一門約20数名を引きつれ上京し睦会の各主要席に出演、この頃から笑福亭松鶴の襲名の準備をしていたが、翌年、1904年に死去した。3回忌には銅像が建てられたが第二次世界大戦の真っ只中に金属不足にて供出されて現存しない。墓所は一心寺。
十八番は『紙屑屋』。踊りの名手でもあり、『大文字屋』を得意とした。

### 弟子
- 笑福亭福二
- 2代目笑福亭福松
- 笑福亭璃喜松
- 初代三遊亭圓若
- 笑福亭松光
- 笑福亭勢楽
- 3代目笑福亭福松
- 笑福亭福寿
- 桂福楽
- 笑福亭福助
- 笑福亭小福松
- 笑福亭福我　初代笑福亭福團治

## 2代目
2代目 笑福亭 福松（1868年ないし1869年 - 1945年1月）は、上方落語の落語家。本名: 河合福三郎。享年不詳。2代目笑福亭福圓の証言では、3代目笑福亭圓笑の実弟。
明治元年の生まれで、生家は大阪島の内の「魚源」という料理屋だった。初め1886年から3代目笑福亭松鶴門下で、里キ松、璃幸、2代目璃鶴を名乗る。後、1902年ころに初代福松門下となり、福圓（本来は3代目）から、1913年に東京へ出て左文治を名乗る。後に大阪に戻って、1914年9月に福松郎と改名し、さらに1918年に2代目福松を襲名した。
主に神戸、京都の寄席で活躍。後に5代目笑福亭松鶴の主催する「楽語荘」同人となり、「上方はなしを聴く会」で高座に上がった。芸風について『古今東西落語家事典』は「名人といわれた初代福松にはるかに及ばず、じじむさい、晴れ立たない高座であったという」と記している。
口演後には余興で腰に座布団をくくりつけ、『逢いたさ』を踊っていた。

## 3代目
3代目 笑福亭 福松（1884年 - 1962年10月25日）は、上方落語の落語家。本名∶山田 福太郎。

### 経歴
2代目桂文之助の実子。3歳時より「文の家福太郎」の名で高座に上がっていた。その後父が本格的修行を課したいと初代笑福亭福松に預けて「笑福亭福太郎」となる。父の三友派や寿々会などの寄席に出演。1914年に京桂派に移籍の際に父の名であった2代目艶文亭かしくを名乗る。その後「文の家かしく」に改名し、半世紀近く「かしく」を名乗った。
一時廃業し舞踊に転じていた時期もあったが戦後復帰し、晩年には師匠の50回忌を機に1955年9月に3代目笑福亭福松を襲名した。襲名は「福松の名がこのまま埋もれてしまうのは惜しい」という理由で、襲名披露目の会を京都の祇園会館で実施している。
戦後の上方落語界にあっては「生き字引的な存在」として重きを成し、3代目桂米朝や初代森乃福郎らに、多くのネタを伝えた。

### 人物
子供時分から修行をしていたこともあり、鳴り物も器用だった。山村流の踊りの名手としても知られ、舞踊家としては山村福彌を名乗った。持ちネタも芸歴の長さ故、豊富だった。

### 弟子
- 初代森乃福郎
- 6代目桂文吾
- 笑福亭福三郎
- 笑福亭福柳

ほか

### その他
- 文の家恋しく
- 文の家都枝
- 文の家文福
- 文の家速達